# Wassyl Jurtschenko
Wassyl Petrowytsch Jurtschenko (ukrainisch Василь Петрович Юрченко; * 26. Mai 1950 in Hruschkiwka) ist ein ehemaliger sowjetischer Kanute aus der Ukraine.

## Karriere
Wassyl Jurtschenko nahm an drei Olympischen Spielen teil. Bei seinem Olympiadebüt 1972 in München trat er im Einer-Canadier auf der 1000-Meter-Strecke an und qualifizierte sich als Zweiter seines Vorlaufs für den Endlauf. Diesen beendete er auf dem fünften Rang. Vier Jahre darauf startete er in Montreal nochmals im Einer-Canadier über 1000 Meter und gewann sowohl seinen Vorlauf als auch seinen Halbfinallauf. Im Finale musste er sich dann jedoch Matija Ljubek aus Jugoslawien geschlagen geben, der drei Sekunden vor ihm das Ziel erreichte. Jurtschenko gewann als Zweiter die Silbermedaille, vor Tamás Wichmann aus Ungarn.
Bei den Olympischen Spielen 1980 in Moskau gehörte Jurtschenko neben Juri Lobanow zum sowjetischen Aufgebot im Zweier-Canadier auf der 1000-Meter-Distanz an. Sie beendeten den zweiten Vorlauf in 3:41,32 Minuten auf dem zweiten Platz hinter den Rumänen Ivan Patzaichin und Toma Simionov, was die direkte Qualifikation für den Endlauf bedeutete. Dort waren Patzaichin und Simionov erneut nach 3:47,65 Minuten die schnellsten, gefolgt von Olaf Heukrodt und Uwe Madeja aus der DDR, die 2,3 Sekunden Rückstand auf die Rumänen hatten. Im Duell um die Bronzemedaille kam es zwischen Jurtschenko und Lobanow und den Jugoslawen Matija Ljubek und Mirko Nišović zum Fotofinish. Die sowjetischen Kanuten überquerten nach 3:51,28 Minuten die Ziellinie, während Ljubek und Nišović mit einem Rückstand von zwei Hundertstel Sekunden Rückstand Vierte wurden.
Insgesamt elf Medaillen sicherte sich Jurtschenko bei Weltmeisterschaften. Im Einer-Canadier belegte er zunächst 1971 in Belgrad über 10.000 Meter den zweiten Platz, ehe ihm 1973 in Tampere in dieser Disziplin erstmals der Titelgewinn gelang. Ein Jahr darauf wurde er in Mexiko-Stadt auf dieser Distanz nochmals Zweiter, gewann dafür aber über 1000 Meter die Goldmedaille. 1975 wurde er schließlich, wiederum in Belgrad, auf beiden Strecken Weltmeister. Bei den Weltmeisterschaften 1977 in Sofia belegte er über 10.000 Meter wie schon 1971 und 1974 den zweiten Platz, während er im Zweier-Canadier mit Juri Lobanow über 500 Meter Dritter wurde. Auf der 1000-Meter-Strecke gelang ihnen derweil der Titelgewinn. 1979 wurden Jurtschenko und Lobanow in Duisburg sowohl über 1000 Meter als auch über 10.000 Meter Weltmeister.
Seine Tochter Kateryna Jurtschenko nahm 1996 an den Olympischen Kanuwettkämpfen teil.